# فالترسفالد
فالترسفالد (بالهولندية: Wâlterswâld، قديما Wouterswoude)‏ هي قرية ببلدية دانتوماديل مقاطعة فرايزلاند، هولندا. بلغ عدد سكانها حوالي 920 تقريبا في 2017.